# Баамондес, Игнасио
Игна́сио Анто́нио Баамо́ндес Караба́нтес (исп. Ignacio Antonio Bahamondes Carabantes; род. 27 августа, 1997 год, Сантьяго, Чили) — чилийский боец смешанных боевых единоборств, выступающий в Ultimate Fighting Championship (UFC) в лёгком весе. Бывший чемпион Lux в легком весе.

## Биография
Родился и вырос в столице Сантьяго, Чили, пошел по стопам отца который был кикбоксёром; его отец являлся чемпионом Южной Америки по кикбоксингу WKN. После успешной любительской карьеры в кикбоксинге он переехал в Соединенные Штаты (США) в возрасте 16 лет, чтобы продолжить карьеру в смешанных боевых искусствах, он поселился один в Майами, и даже не знал английского языка.

## Титулы и достижения
Ultimate Fighting Championship
- «Выступление вечера» (четыре раза) против Рузвельт Робертс, Кристос Гиагос, Мануэль Торрес и Джалин Тёрнер

UFC Honors Awards
- «Fan’s Choice» номинант на нокаут года против Рузвельта Робертса (2021)

UFC.com Awards
- Пятый по номинации «Нокаут года» против Рузвельта Робертса (2021)

## Статистика в смешанных единоборствах
| Боёв 23  | Побед 17 | Поражений 6 |
| -------- | -------- | ----------- |
| Нокаутом | 11       | 0           |
| Сдачей   | 2        | 2           |
| Решением | 4        | 4           |

| Результат | Рекорд | Соперник          | Способ                                  | Турнир                               | Дата             | Раунд | Время | Место                       | Примечание                                     |
| --------- | ------ | ----------------- | --------------------------------------- | ------------------------------------ | ---------------- | ----- | ----- | --------------------------- | ---------------------------------------------- |
| Поражение | 17-6   | Рафаэль Физиев    | Единогласное решение                    | UFC on ABC: Хилл vs. Раунтри         | 22 июня 2025     | 3     | 5:00  | Баку, Азербайджан           |                                                |
| Победа    | 17-5   | Джалин Тёрнер     | Сдача (треугольник)                     | UFC 313                              | 8 марта 2025     | 1     | 2:29  | Лас-Вегас, Невада, США      | «Выступление вечера» (4)                       |
| Победа    | 16-5   | Мануэль Торрес    | Технический нокаут (удары)              | UFC 306                              | 14 сентября 2024 | 1     | 4:02  | Лас-Вегас, Невада, США      | «Выступление вечера» (3)                       |
| Победа    | 15-5   | Кристос Гиагос    | Нокаут (хэд-кик)                        | UFC Fight Night: Аллен vs. Кёртис 2  | 6 апреля 2024    | 1     | 3:34  | Лас-Вегас, Невада, США      | «Выступление вечера» (2)                       |
| Поражение | 14-5   | Людовит Кляйн     | Единогласное решение                    | UFC on ESPN: Сэндхэген vs. Фонт      | 5 августа 2023   | 3     | 5:00  | Нашвилл, Теннесси, США      |                                                |
| Победа    | 14-4   | Трей Огден        | Единогласное решение                    | UFC 287                              | 8 апреля 2023    | 3     | 5:00  | Майами, Флорида, США        | Бой в промежуточном весе (160 фунтов)          |
| Победа    | 13-4   | Жун Чжу           | Сдача, удушающий приём (д’Арс)          | UFC Fight Night: Махачев vs. Грин    | 26 февраля 2022  | 3     | 1:40  | Лас-Вегас, Невада, США      | Бой в промежуточном весе; Жун не сделал вес    |
| Победа    | 12-4   | Рузвельт Робертс  | Нокаут (удар ногой с разворота)         | UFC on ESPN: Каннонье vs. Гастелум   | 21 августа 2021  | 3     | 4:55  | Лас-Вегас, Невада, США      | «Выступление вечера» (1)                       |
| Поражение | 11-4   | Джон Макдесси     | Раздельное решение                      | UFC on ABC: Веттори vs. Холланд      | 10 апреля 2021   | 3     | 5:00  | Лас-Вегас, Невада, США      | Вернулся в лёгкий вес; Баамондес не сделал вес |
| Победа    | 11-3   | Эдсон Гомес       | Нокаут (фронт-кик)                      | Dana White’s Contender Series 34     | 4 ноября 2020    | 2     | 2:31  | Лас-Вегас, Невада, США      |                                                |
| Победа    | 10-3   | Крис Браун        | Раздельное решение                      | LFA 90                               | 4 сентября 2020  | 3     | 5:00  | Су-Фоллс, Южная Дакота, США | Вернулся в полусредний вес                     |
| Поражение | 9-3    | Сальвадор Бекерра | Единогласное решение                    | Combate 50                           | 22 ноября 2019   | 3     | 5:00  | Фресно, Калифорния, США     |                                                |
| Победа    | 9-2    | Уго Флорес        | Единогласное решение                    | LUX Fight League 4                   | 15 марта 2019    | 5     | 5:00  | Мехико, Мексика             | Завоевал титул чемпиона LUX в лёгком весе      |
| Победа    | 8-2    | Хавьер Рейес      | Технический нокаут (удары)              | LUX Fight League 3                   | 5 октября 2018   | 1     | 2:53  | Мехико, Мексика             | Дебют в полусреднем весе                       |
| Победа    | 7-2    | Херардо Чапарро   | Технический нокаут (удары)              | Combate Extremo: Loco vs. Gallito    | 1 декабря 2017   | 2     | 3:59  | Монтеррей, Мексика          |                                                |
| Победа    | 6-2    | Озиель Родригес   | Нокаут (удар)                           | Combate Extremo: Flores vs. Baltazar | 1 сентября 2017  | 1     | 1:20  | Монтеррей, Мексика          |                                                |
| Победа    | 5-2    | Франциско Этчарт  | Единогласное решение                    | Champions Nights Challengers 3       | 15 июля 2017     | 3     | 5:00  | Сакатекас, Мексика          | Дебют в лёгком весе; Баамондес не сделал вес   |
| Поражение | 4-2    | Мэтт МакКеон      | Сдача, удушающий приём (удушение сзади) | Island Fights 40                     | 14 апреля 2017   | 1     | 3:08  | Пенсакола, Флорида, США     |                                                |
| Победа    | 4-1    | Рафаэл Каролину   | Нокаут (удар ногой в голову)            | Guerra Campal 3                      | 12 ноября 2016   | 1     | 3:01  | Сантьяго, Чили              |                                                |
| Победа    | 3-1    | Дион Ридзуто      | Технический нокаут (удары)              | Island Fights 38                     | 13 августа 2016  | 1     | 1:03  | Пенсакола, Флорида, США     |                                                |
| Поражение | 2-1    | Престон Парсонс   | Сдача, болевой приём (рычаг локтя)      | Titan FC 39                          | 10 июня 2016     | 1     | 2:59  | Корал-Гэблз, Флорида, США   |                                                |
| Победа    | 2-0    | Родриго Таварес   | Нокаут (удары)                          | Island Fights 37                     | 11 марта 2016    | 1     | 1:03  | Пенсакола, Флорида, США     |                                                |
| Победа    | 1-0    | Крейг МакЭлпайн   | Нокаут (удар)                           | Island Fights 36                     | 21 ноября 2015   | 1     | 2:31  | Пенсакола, Флорида, США     | Дебют в полусреднем весе                       |